# Stazione di Treviso Centrale
Stazione di Treviso Centrale vasútállomás Olaszországban, Veneto régióban, Treviso településen.

## Vasútvonalak
Az állomást az alábbi vasútvonalak érintik:
- Velence–Udine-vasútvonal
- Belluno–Feltre–Treviso-vasútvonal
- Vicenza-Treviso-vasútvonal
- Treviso-Ostiglia-vasútvonal
- Treviso-Portogruaro-vasútvonal

## Kapcsolódó állomások
A vasútállomáshoz az alábbi állomások vannak a legközelebb: 
- Stazione di Lancenigo (Stazione di Udine, Velence–Udine-vasútvonal)
- Stazione di San Trovaso (Stazione di Venezia Santa Lucia, Velence–Udine-vasútvonal)
- Stazione di Treviso Porta Santi Quaranta (Stazione di Vicenza, Vicenza-Treviso-vasútvonal)
- Stazione di Treviso Porta Santi Quaranta (Stazione di Montebelluna, Belluno–Feltre–Treviso-vasútvonal)
- Stazione di Olmi-Spercenigo (Stazione di Portogruaro-Caorle, Treviso-Portogruaro-vasútvonal)
- Stazione di Treviso Porta Santi Quaranta (Stazione di Ostiglia (1911), Treviso-Ostiglia-vasútvonal)